# Don't Need to Say Good Bye
Singles de Ami Suzuki
Happy New Millennium
(1999) Thank You 4 Every Day Every Body
(2000)
Don't Need to Say Good Bye, écrit en minuscules, est le 10e single de Ami Suzuki.

## Présentation
Le single sort le 26 janvier 2000 au Japon sous le label True Kiss Disc de Sony Music Japan, coécrit et produit par Tetsuya Komuro. Il ne sort qu'un mois après le précédent single, Happy New Millennium. Il atteint la 5e place du classement de l'Oricon. Il se vend à 272 620 exemplaires la première semaine, et reste classé pendant 7 semaines, pour un total de 346 000 exemplaires vendus.
Les deux chansons du single ont été utilisées comme thèmes musicaux pour deux campagnes publicitaires différentes, et figureront sur le deuxième album de la chanteuse, Infinity Eighteen Vol.1, qui sort deux semaines après. La chanson-titre figurera aussi sur sa compilation FUN for FAN qui sort l'année suivante.

## Liste des titres
| 1. | Don't need to say good bye                | Ami Suzuki, TK, Mitsuko Komuro | Tetsuya Komuro | 5:34 |
| 2. | My wish -If you wanna be with me-         | Ami Suzuki & Tetsuya Komuro    | Tetsuya Komuro | 4:34 |
| 3. | Don't need to say good bye (Instrumental) |                                | Tetsuya Komuro | 5:28 |